# Walmdach
Ein Walmdach (früher auch Holländisches Dach) ist eine Dachform, bei der Giebel eines Satteldachs durch je eine weitere Dachfläche (Walm, Schopf) ersetzt werden. Bei einem Dach mit beidseitigem Vollwalm laufen die Dachflächen auf allen Seiten auf ringsum dieselbe Traufhöhe herab. Ist nur auf einer Giebelseite ein Walm vorhanden, heißt es Halbwalmdach. Wenn nur der obere Teil der Giebel abgewalmt ist, ist es ein Krüppelwalmdach (Kurzwalmdach).

## Begriff
Der Begriff Walm stammt von mittelhochdeutsch welben mit der Grundbedeutung Wölbung, gewölbter Gegenstand ab und deutet auf frühe Formen des Satteldaches mit gewölbten Dachflächen anstelle des Giebels.
Das Keildach ist ein besonders steil ausgebildetes Walmdach, das vor allem als Turmhelm verwendet wird.

## Grundformen der Walmdächer

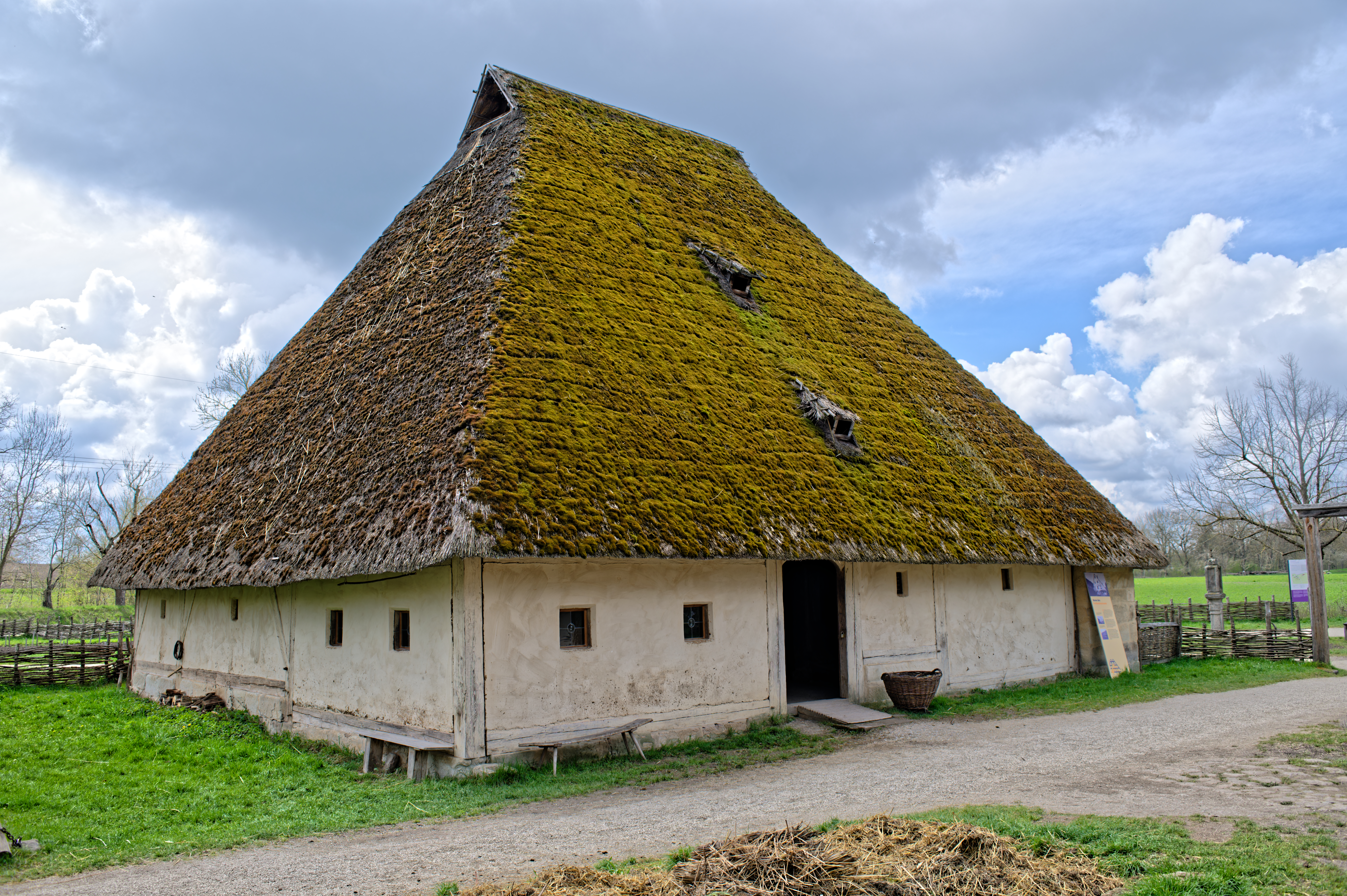
Mittelalterhaus mit Walmdach und Eulenloch, 1367 (Fränkisches Freilandmuseum Bad Windsheim)
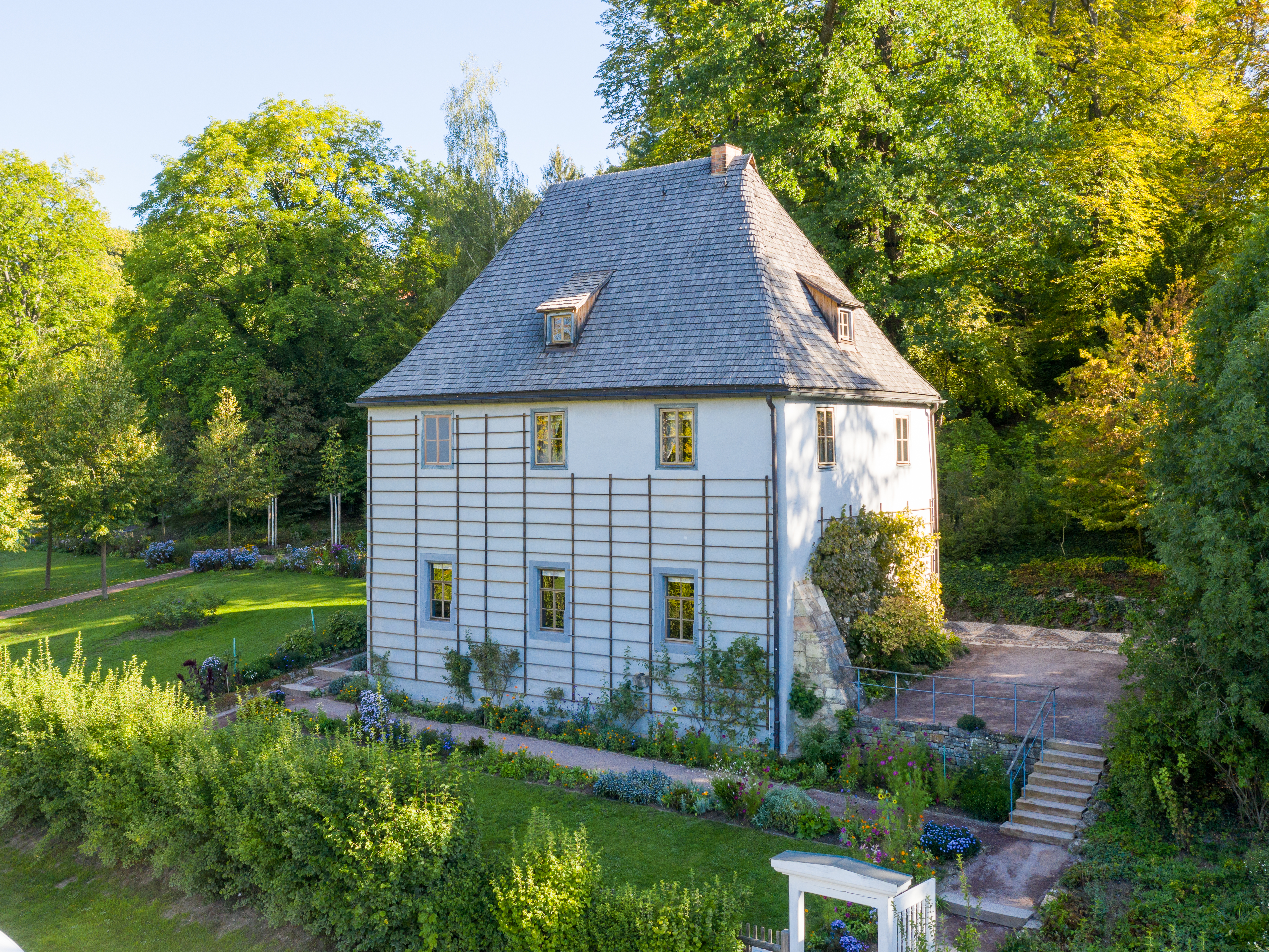
Goethes Gartenhaus, Weimar
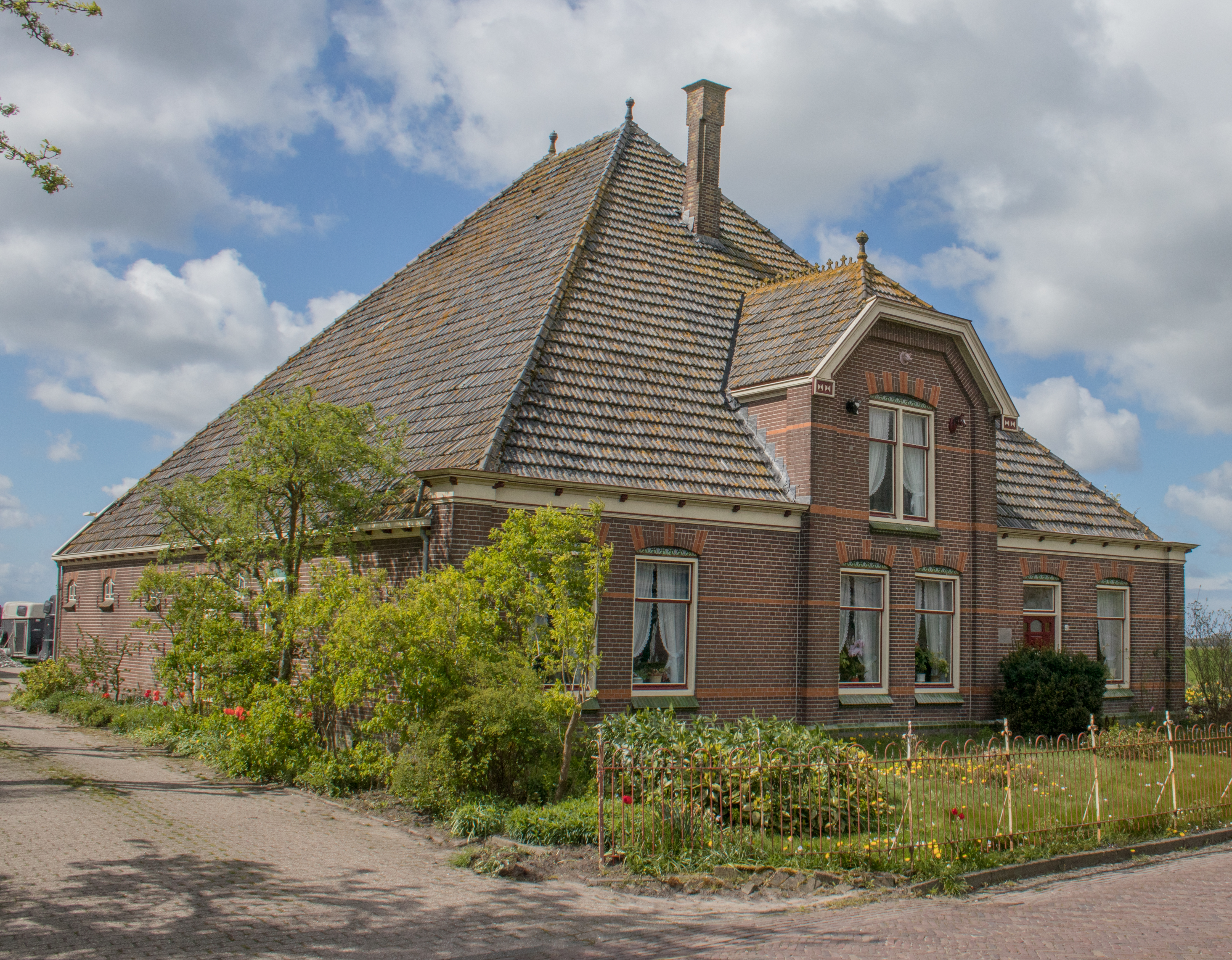
Typisch nordholländischer Bauernhof mit Walmdach. Das Zwerchhaus weist einen Krüppelwalm auf
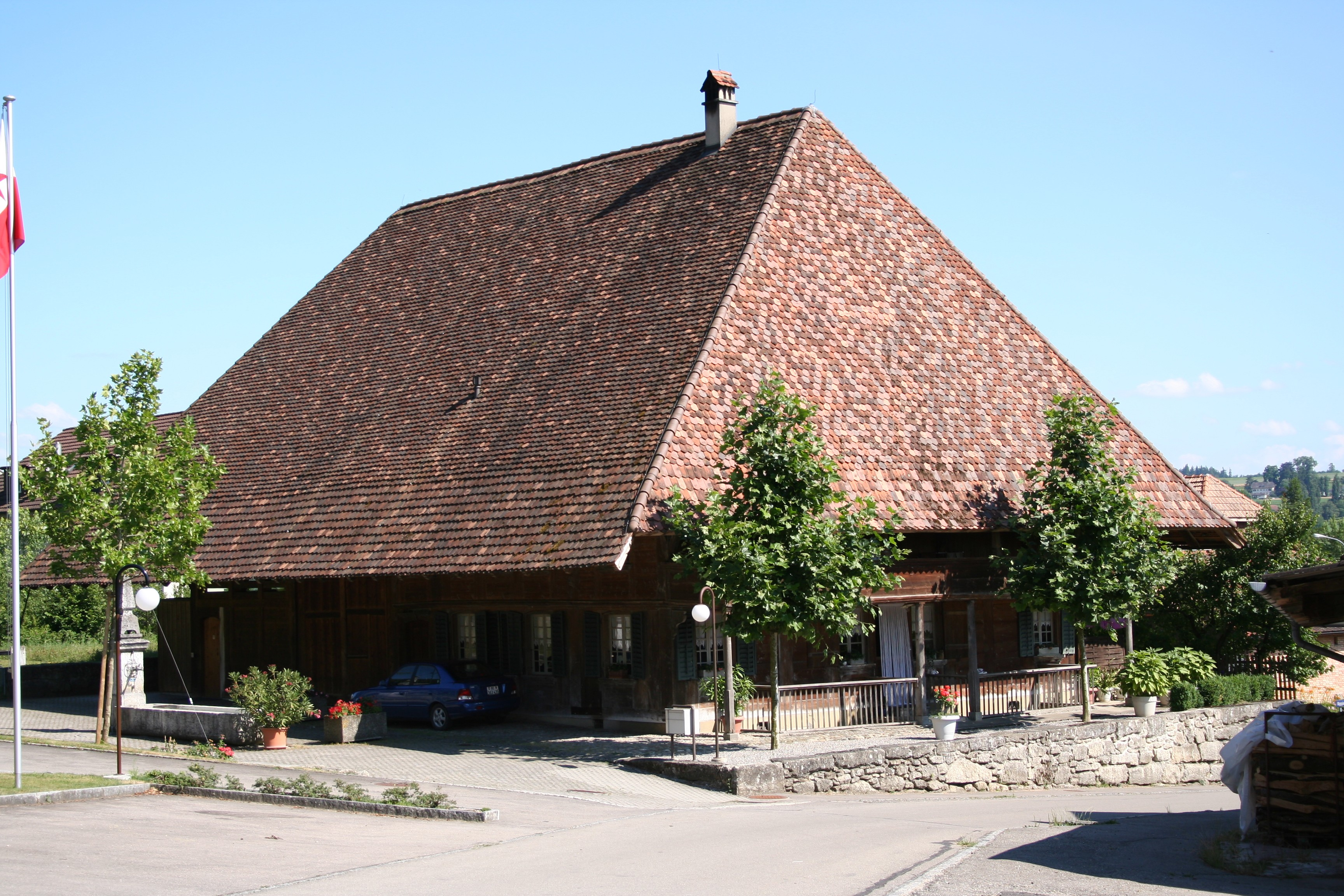
Berner Bauernhaus in Dotzigen mit tiefgezogenem Walmdach
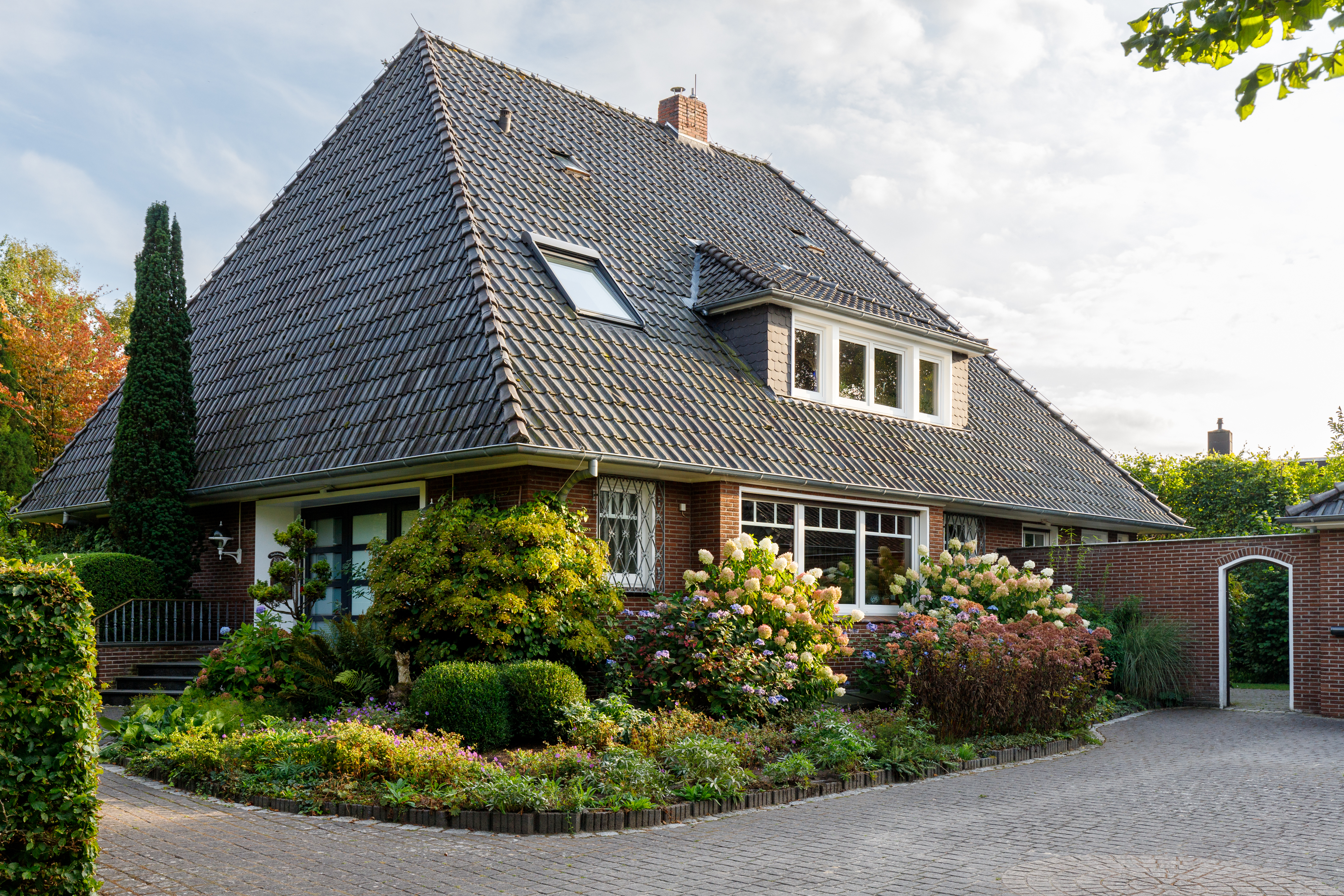
Modernes Walmdach-Wohnhaus in Bad Zwischenahn, Niedersachsen
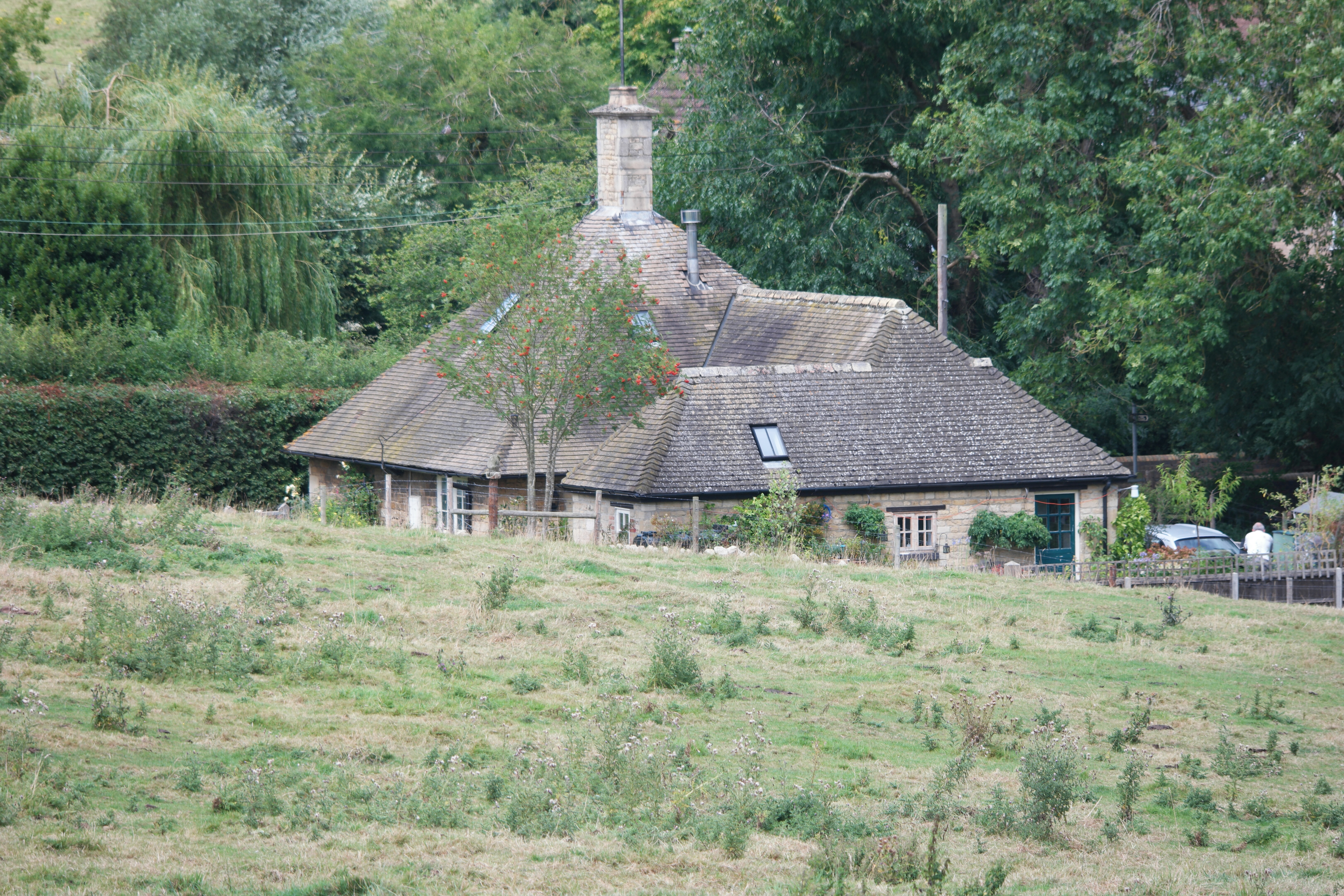
Mehrflügeliger Bungalow mit Walmdächern
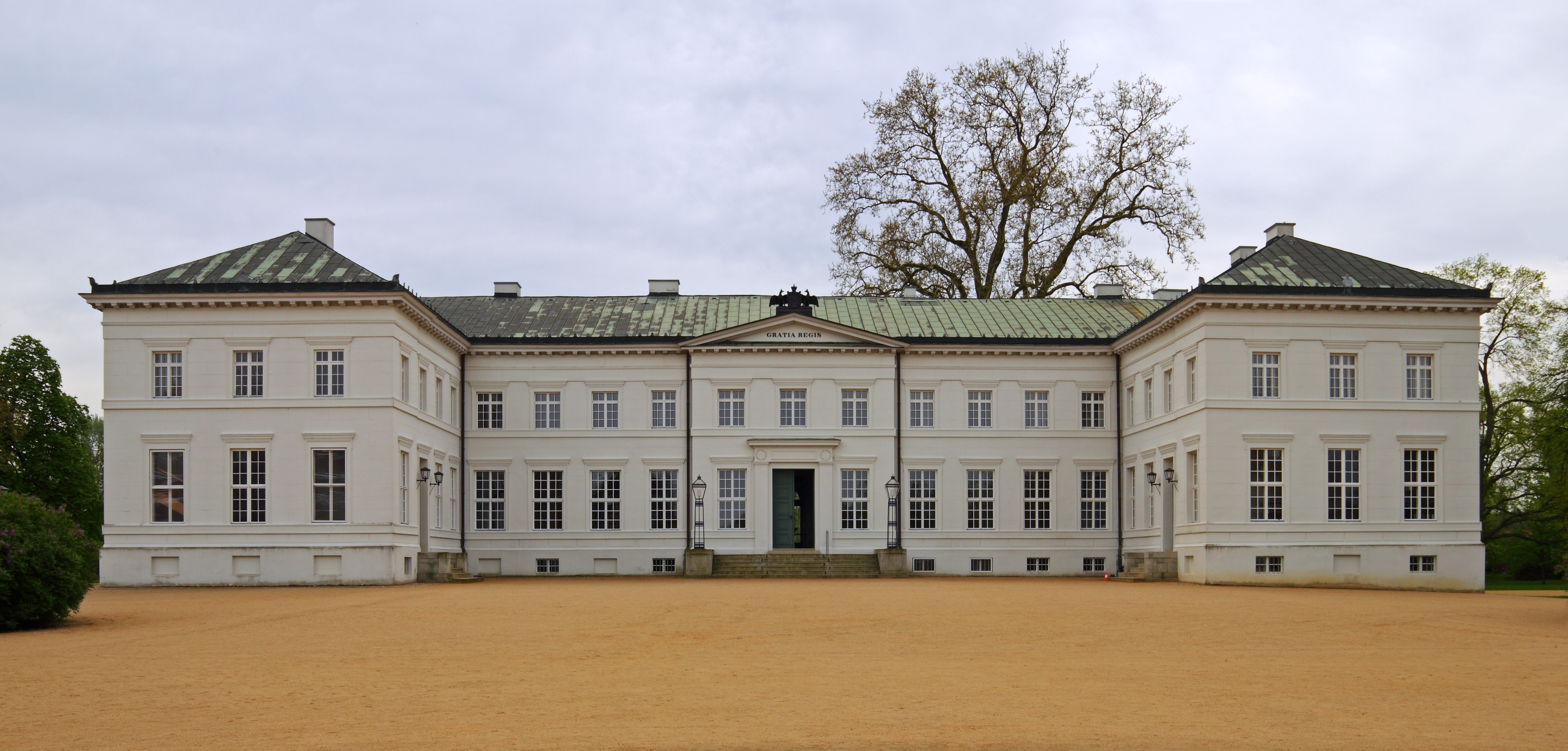
Klassizistische Dreiflügelanlage mit Walmdächern (Schloss Neuhardenberg)
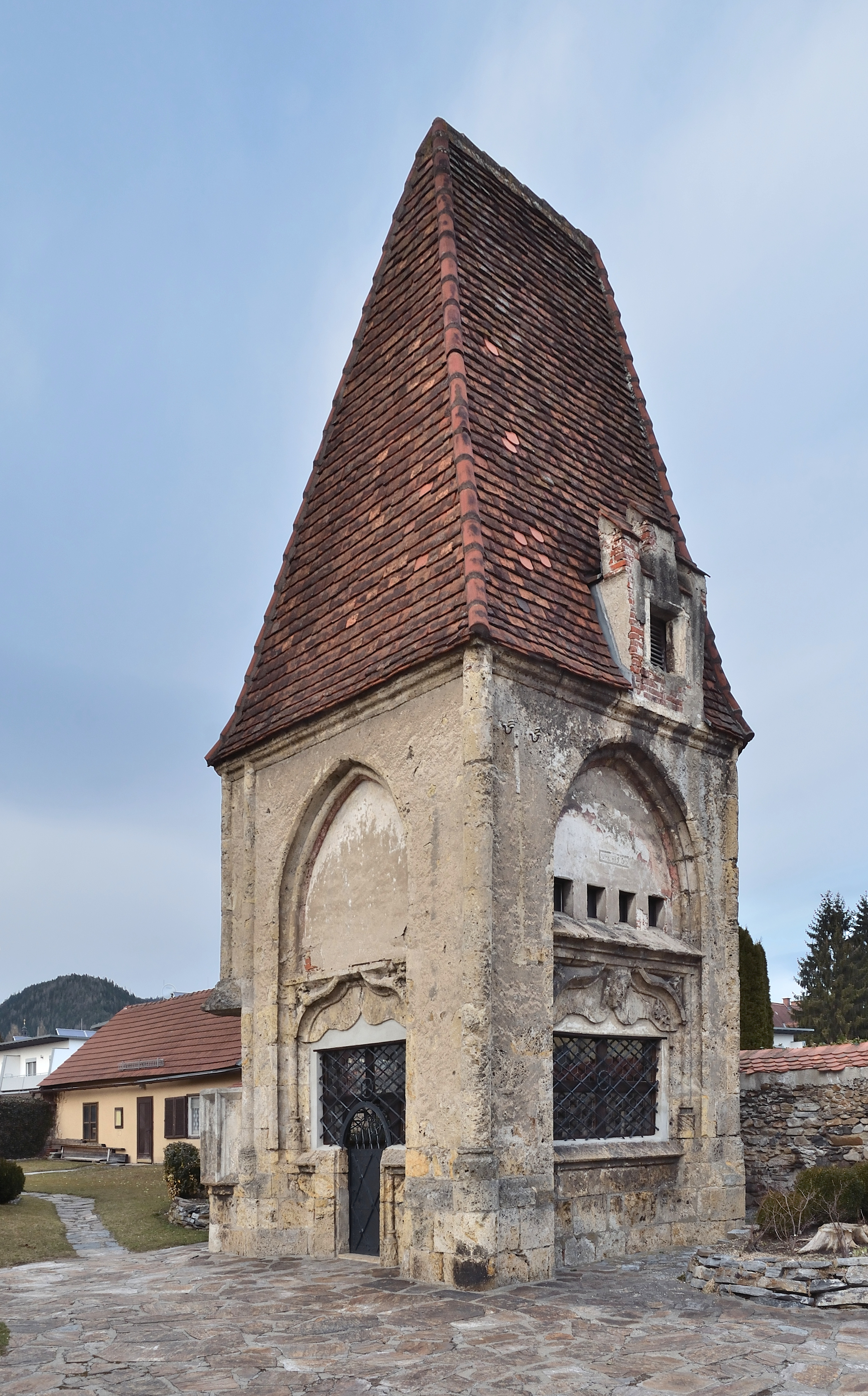
Keildach als steile Form des Walmdachs (Sebastianskapelle, St. Marein)
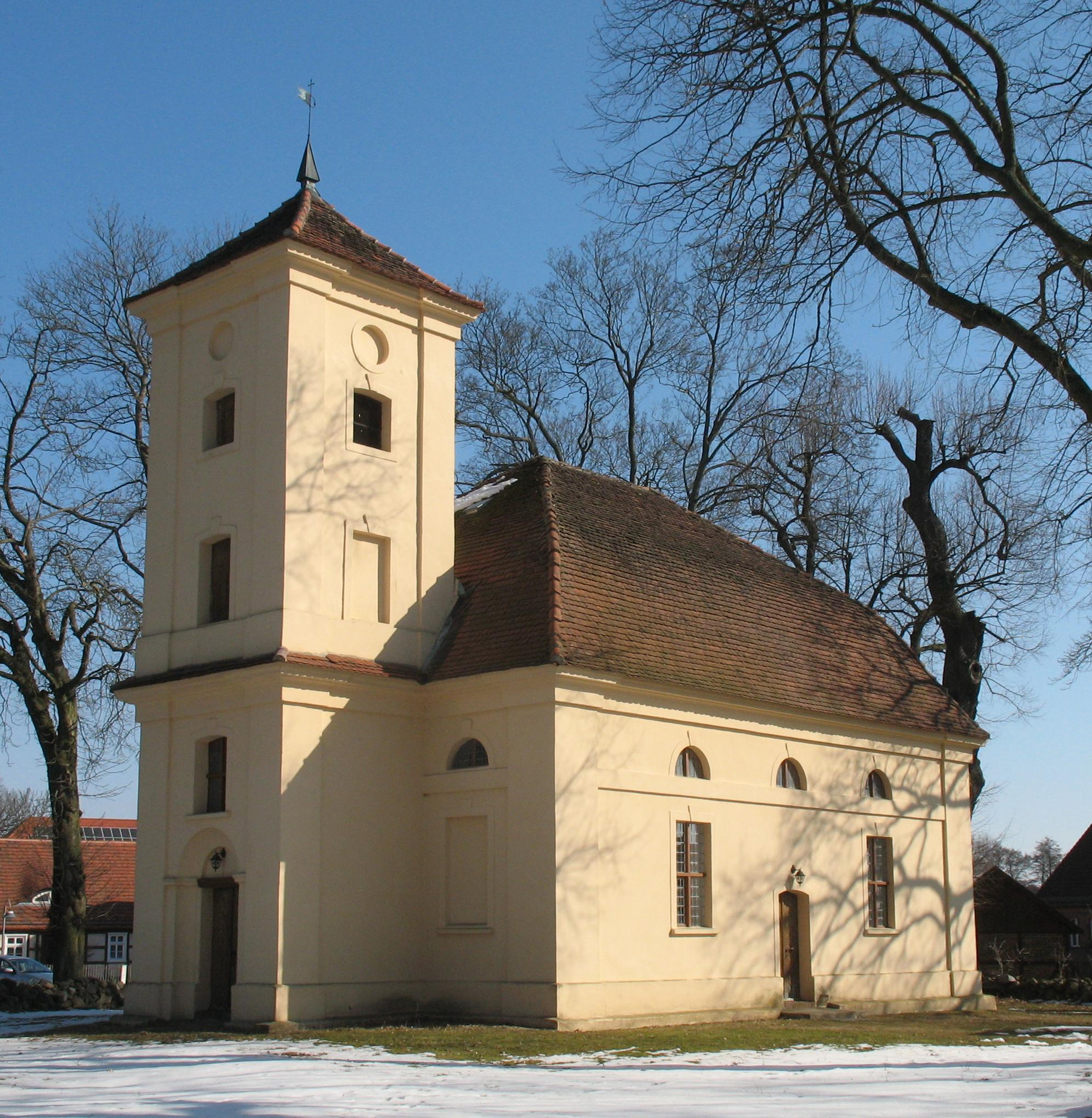
Abgewalmtes Bohlendach, 1803 (Dorfkirche Jabel)
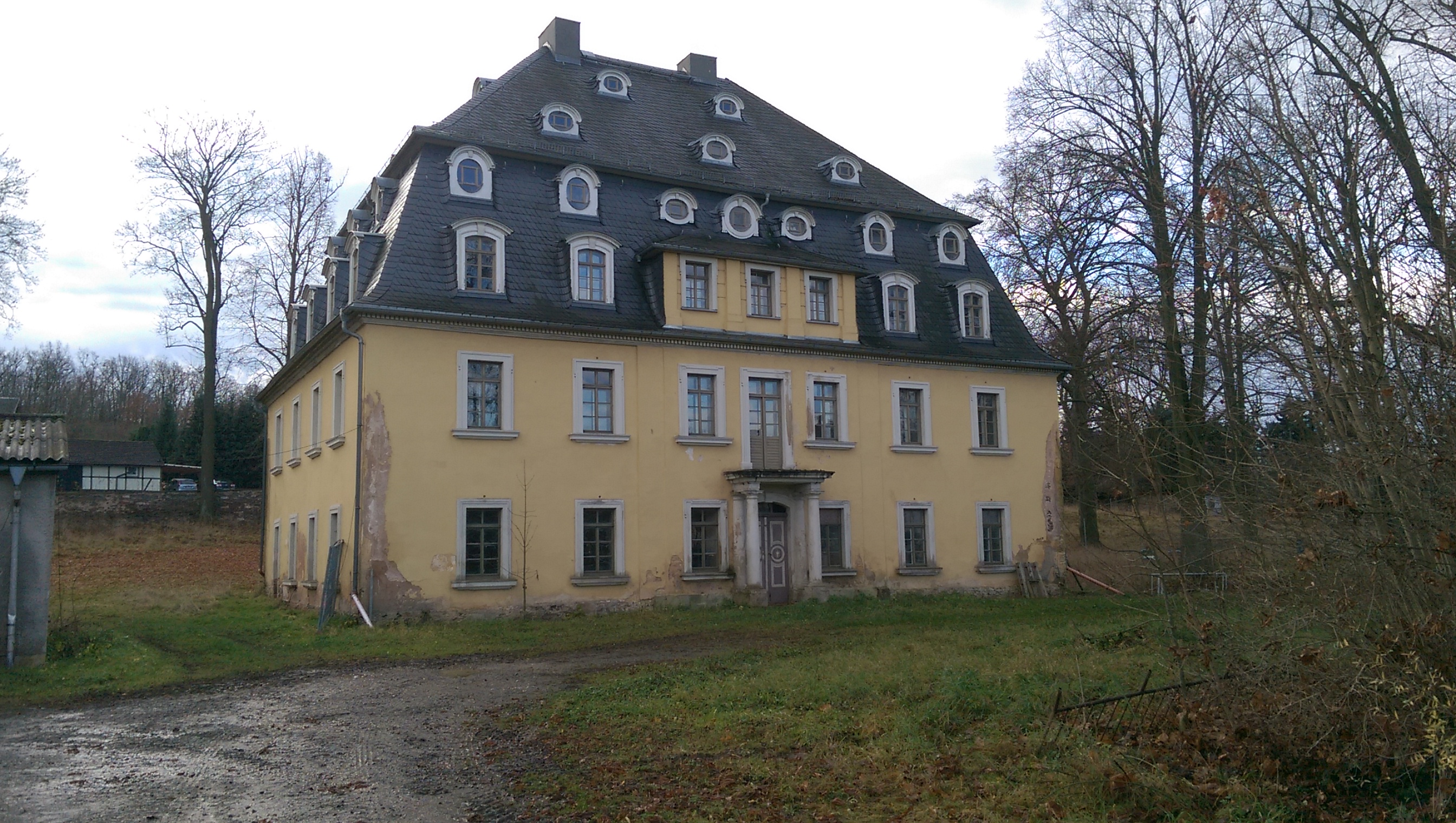
Mansardwalmdach (Schloss Burkersdorf)

## Krüppelwalm, Schopfwalm (Schopfdach), Halbwalm, Kurzwalm
Wenn der Giebel nicht vollständig abgewalmt ist, so ist er je nach Sichtweise nicht vollständig ausgebildet, d. h. verkrüppelt, oder er hat einen Schopf.
Ein solcher Halbwalm oder Kurzwalm wird daher Schopfwalm oder Krüppelwalm (norddeutsch Kröpelwalm) genannt.
Manchmal wird ein Schopfwalmdach auch mit einem Fußwalmdach gleichgesetzt.

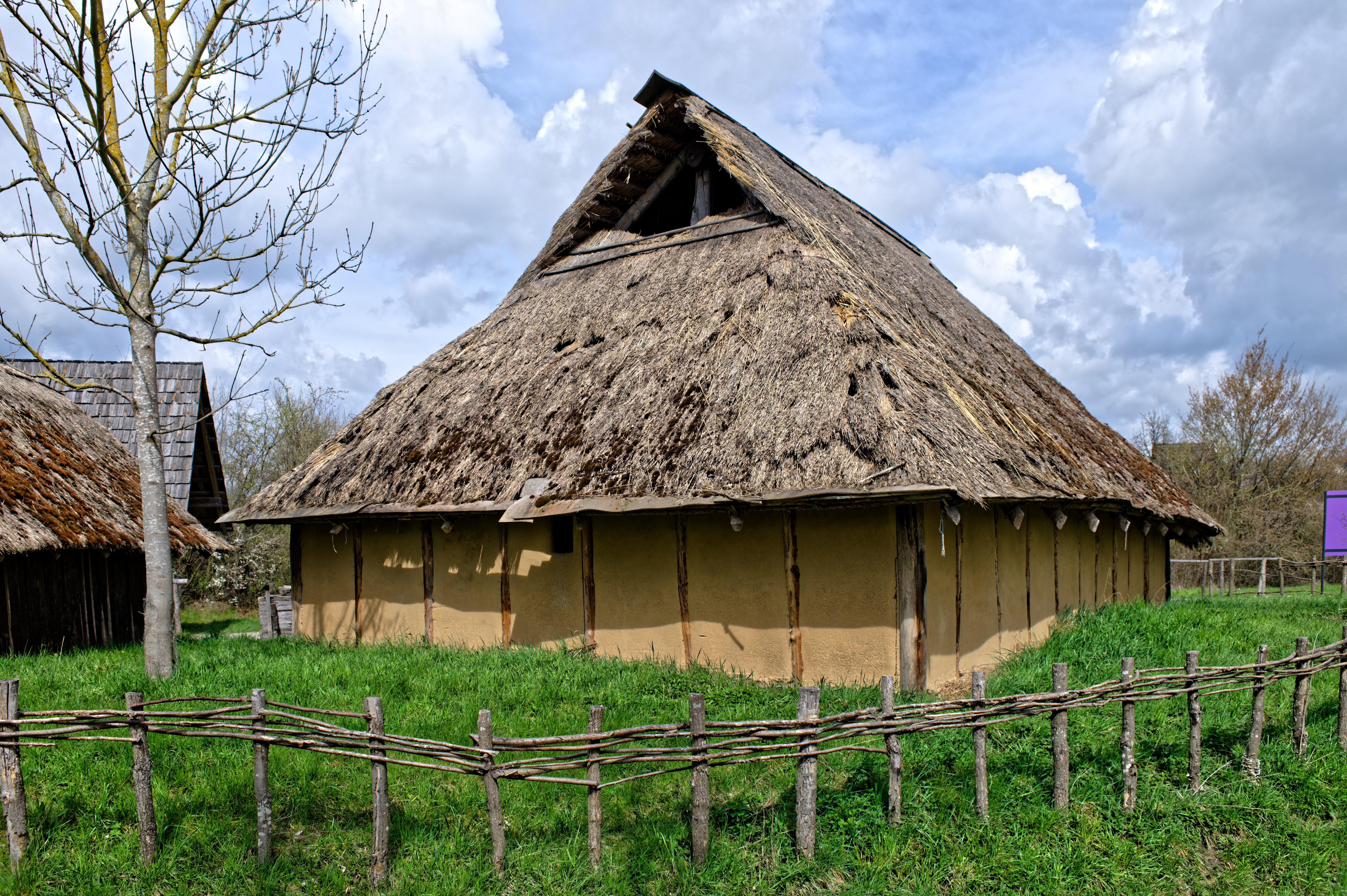
Schopfwalm bei einem Firstpfostenhaus (Fränkisches Freilandmuseum Bad Windsheim)
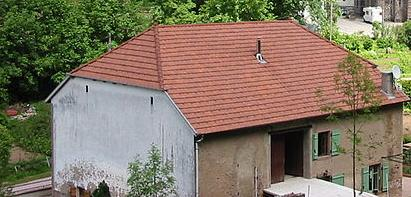
Satteldach mit Halbwalm (Beispiel aus Frankreich)
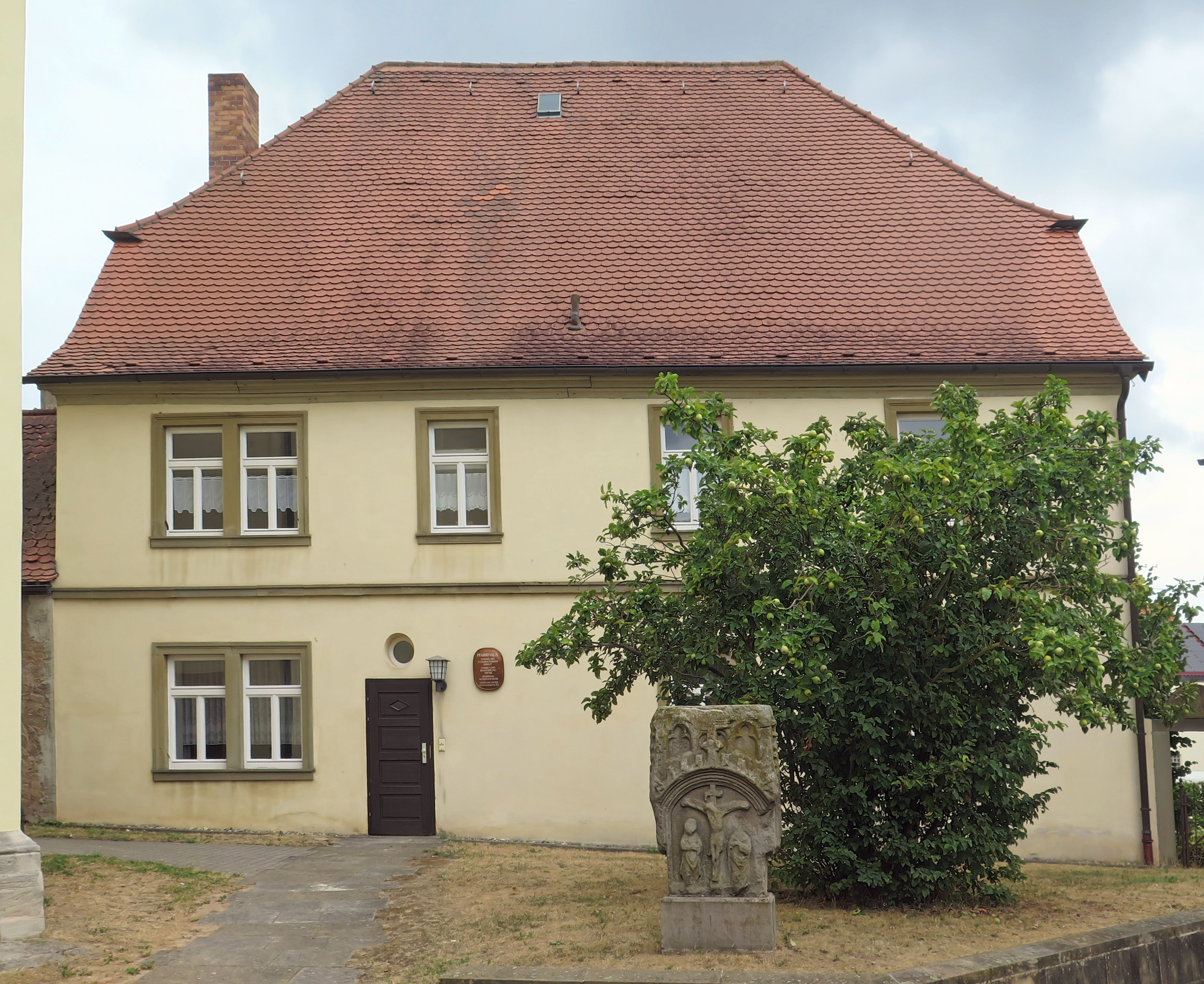
Barockbau mit Halbwalmdach (Stettfeld)
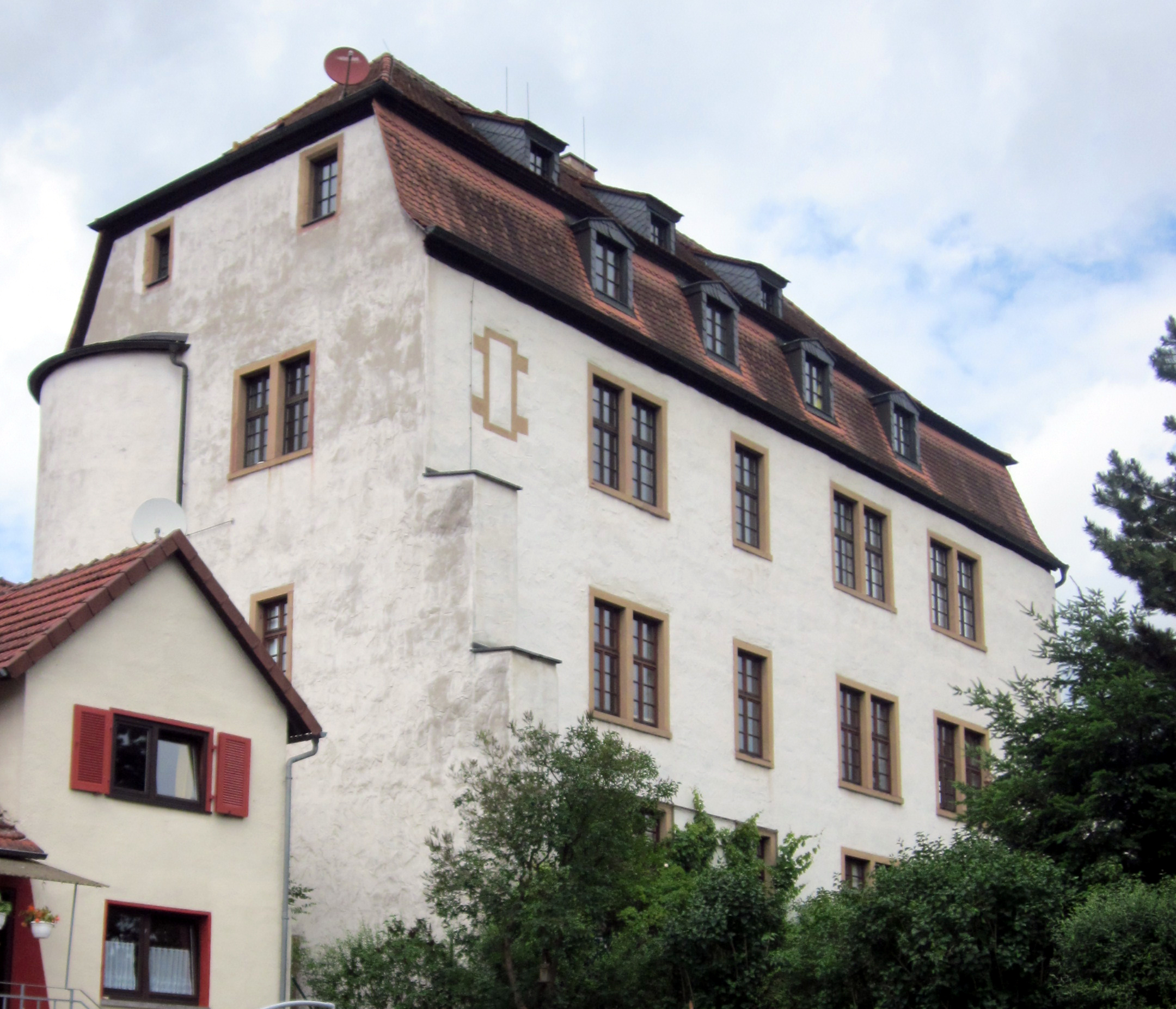
Mansarddach mit Halbwalm (Huttenburg Altengronau)
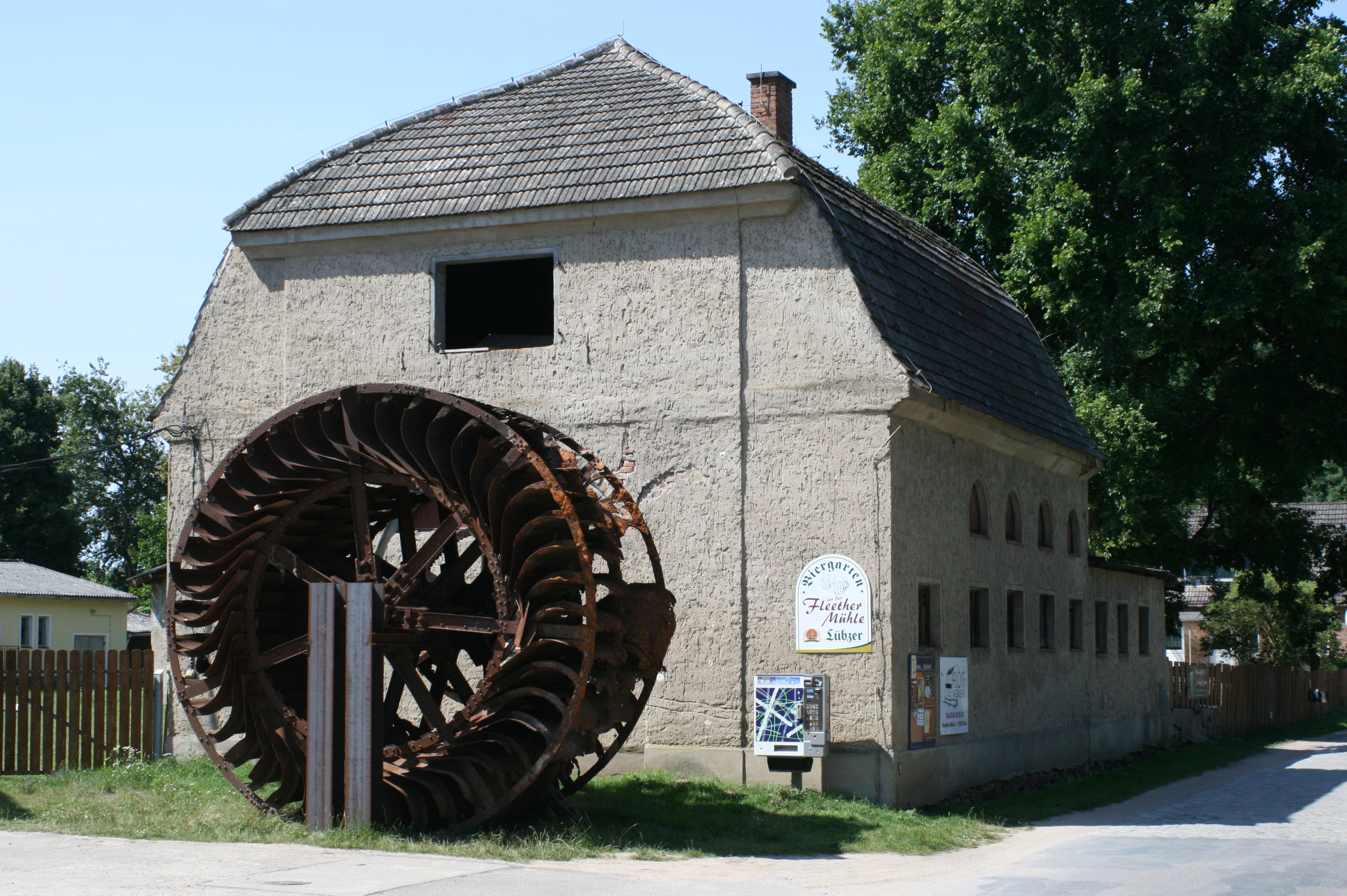
Bohlendach mit Halbwalm (Fleether Mühle)

## Fußwalm
Ist nur der untere Teil des Daches abgewalmt (sodass ein Giebel im oberen Teil entsteht), wird dieser als Fußwalm bezeichnet.

Fußwalm
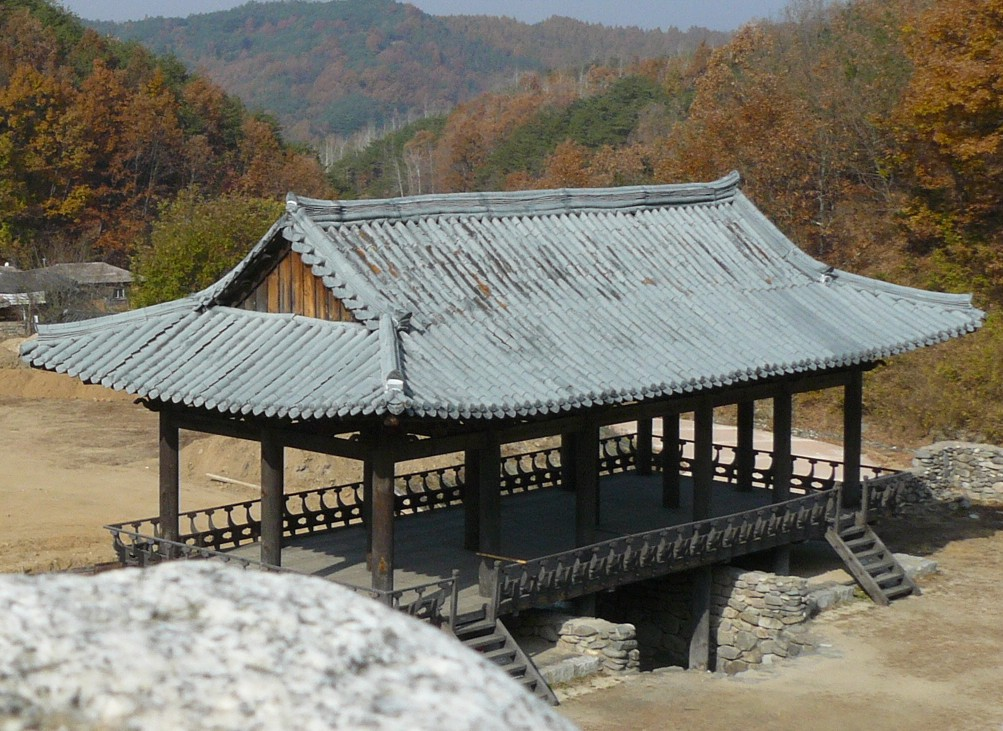
Traditionelle koreanische Fußwalm-Dachform
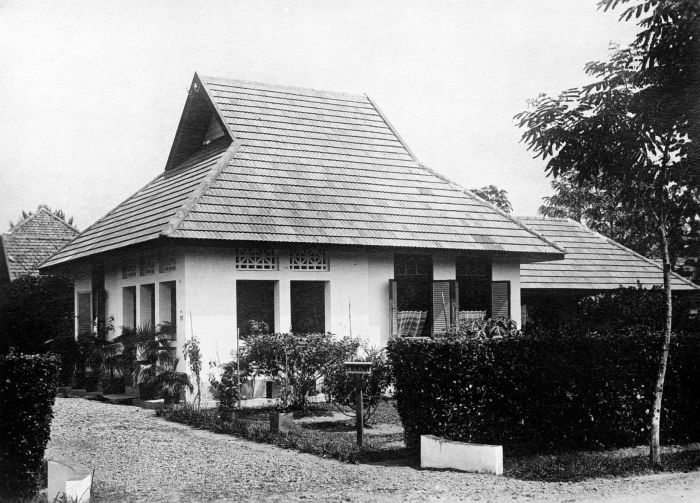
Fußwalmdach auf Sumatra
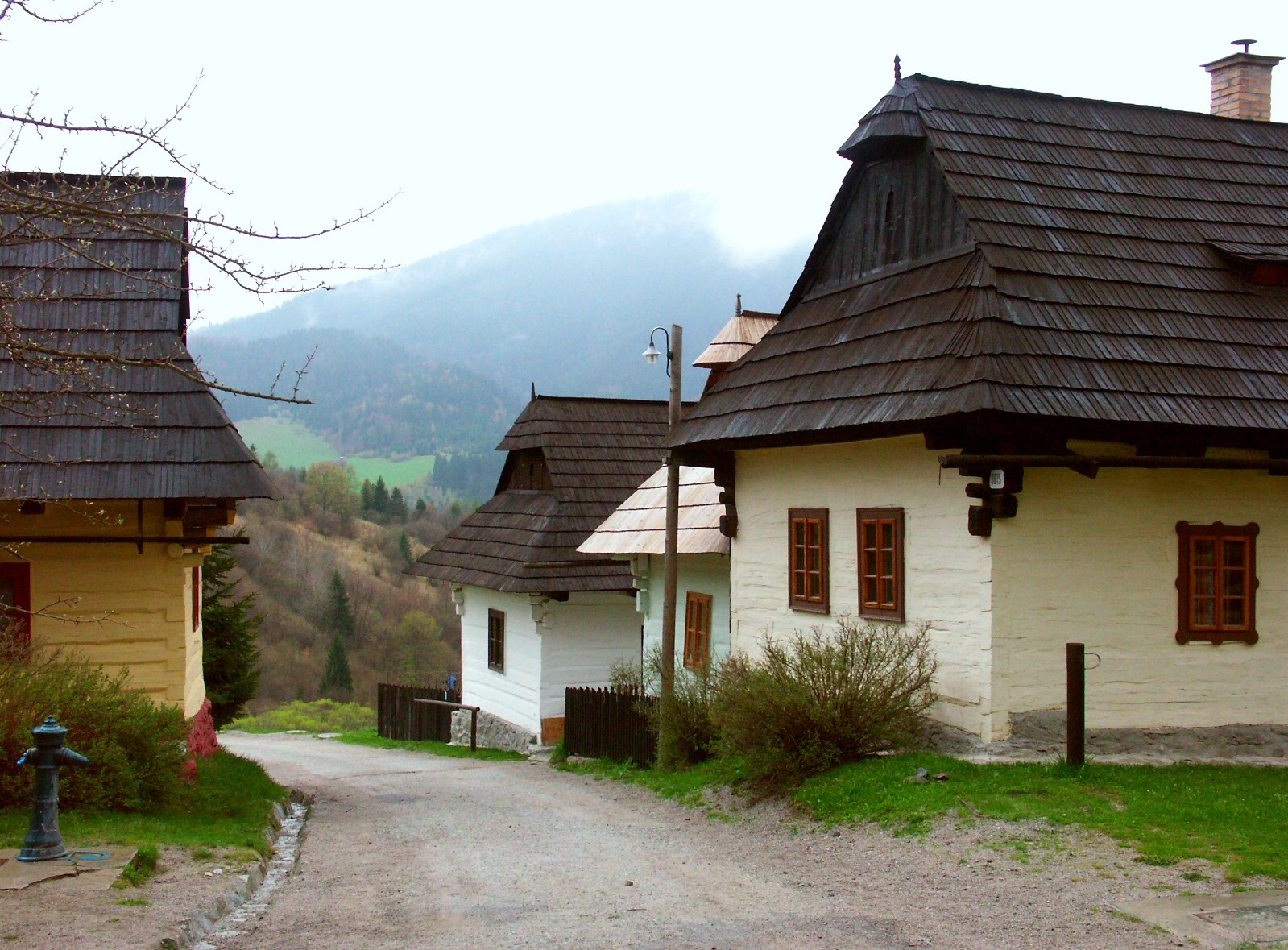
Traditionelle Fußwalmdächer slowakischer Berggebiete im zum UNESCO-Welterbe erhobenen Dorf Vlkolínec
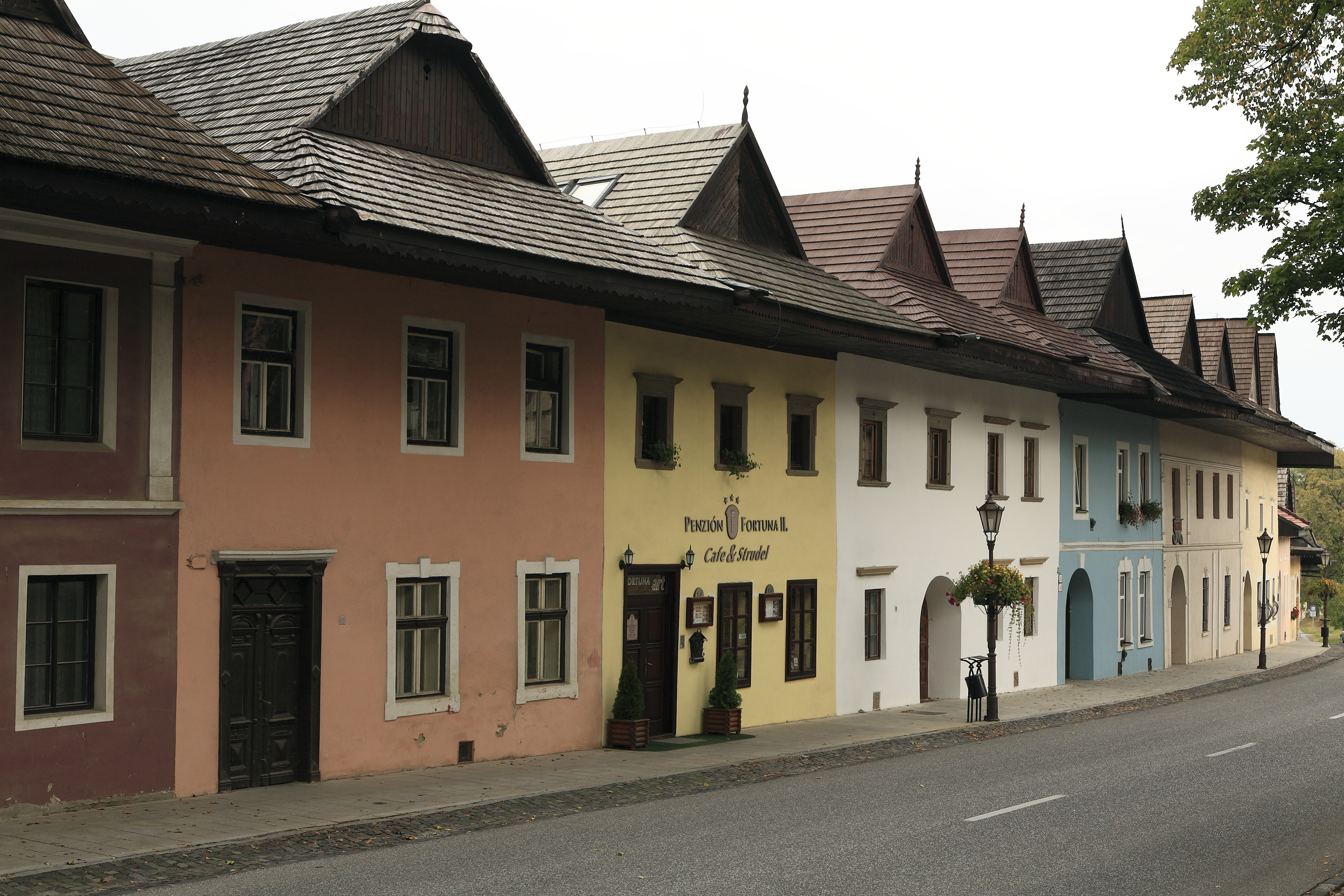
„Wollmdach“ der Zipser Sachsen und anderer „Zipser Häuser“, in slowakischen Bergregionen über die Zips hinaus traditionell.

## Niedersachsengiebel, Kärntner Schopf
Der Niedersachsengiebel ist ein Walm, der oben unter dem First beginnt und unten über der Traufkante endet. → Hauptartikel: Niedersachsengiebel
In Österreich ist die Bezeichnung Kärntner Schopf(walm) gebräuchlich.

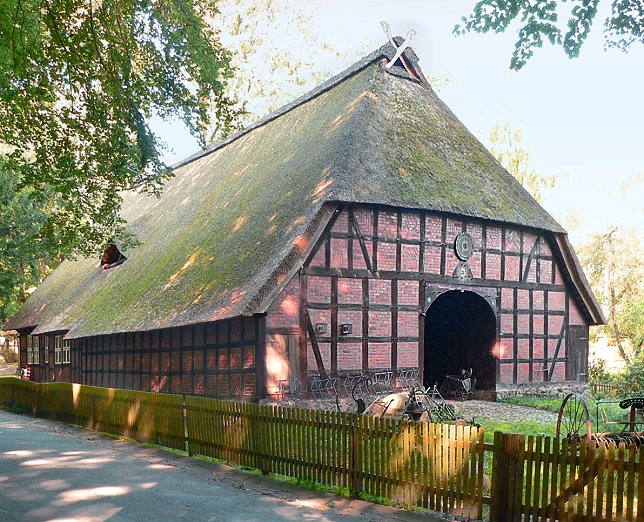
Niedersachsengiebel bei einem Fachhallenhaus von 1798 (Heidemuseum Rischmannshof)
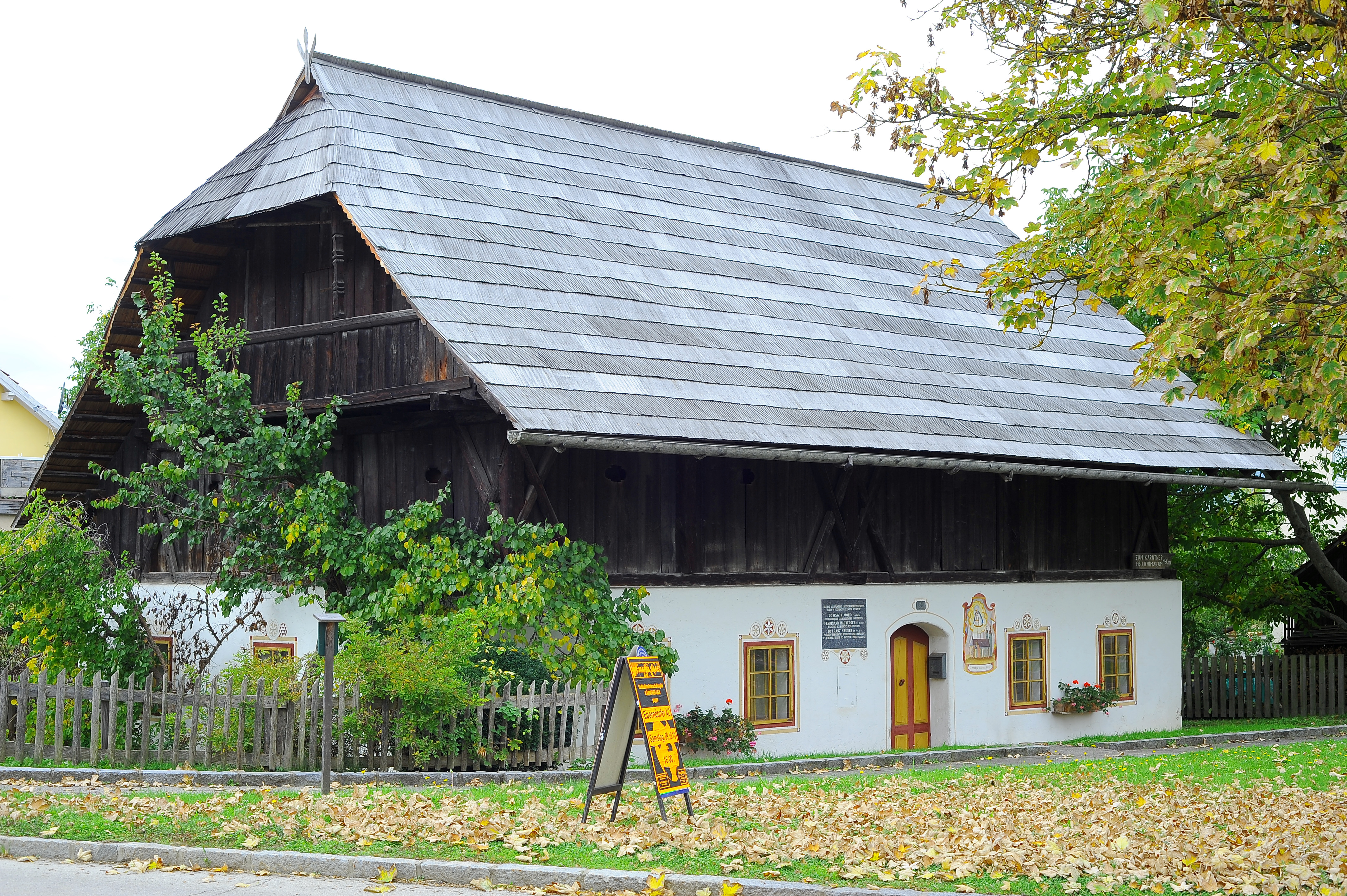
Kärnter Schopfwalm (Maria Saal)

## Walmdächer mit Spitze
Ein Walmdach hat in der Regel einen Dachfirst. Der Sonderfall eines Walmdachs, bei dem sich alle Dachflächen ohne First in einer gemeinsamen Spitze berühren, wird bei geringer Dachneigung als Zeltdach und bei steiler Dachneigung als Pyramidendach oder Helmdach (Turmdach) bezeichnet.
Ist der Grundriss der Dachfläche rund, so ergibt sich kein Walmdach, sondern ein Kegeldach, wenn das Dach ringsum geradlinig auf eine Spitze zuläuft. Ist die Dachfläche gewölbt, so spricht man von Dachhaube.

## Konstruktion
Die Dachkonstruktion eines Walmdachs ist aus dem Satteldach mit aneinander gereihten Dachsparren entwickelt, wobei an den Ecken Gratsparren gebildet werden, an die Gratschifter als spezielle Dachsparren schräg (geschiftet) anschließen. Die Gratsparren bewirken eine statische Aussteifung des Dachwerks in Längsrichtung. Außer dieser Längsaussteifung bieten abgewalmte Dächer auch weniger Angriffsfläche für Windlasten.
Schon in der historischen Baufachliteratur werden die baukonstruktiven Vorteile der Walmdächer beschrieben. So betont Johann Georg Krünitz in seiner Oeconomischen Encyclopädie (1776):

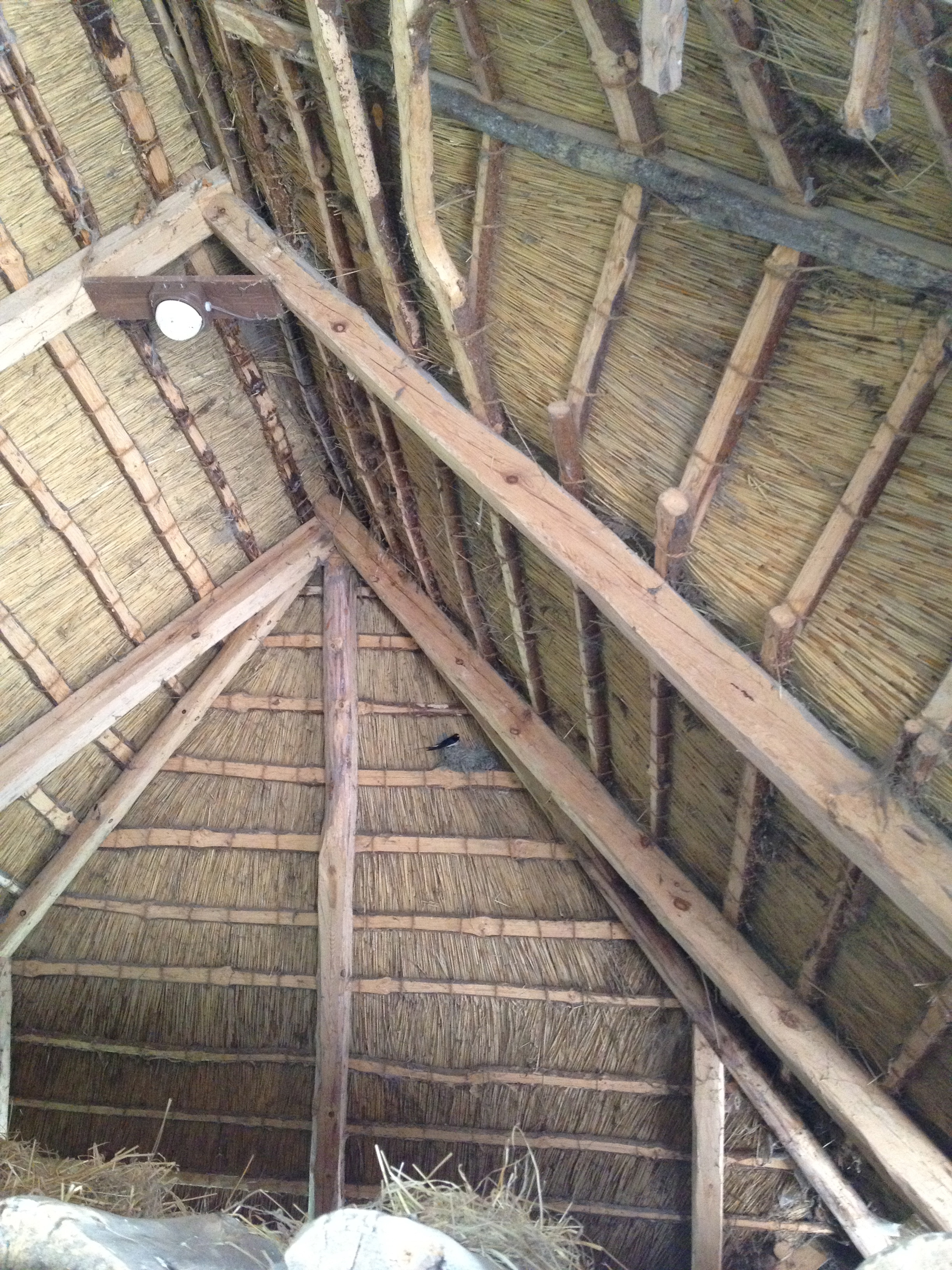
Dachwerk eines strohgedeckten Vollwalms von innen (historisch, Dänemark)
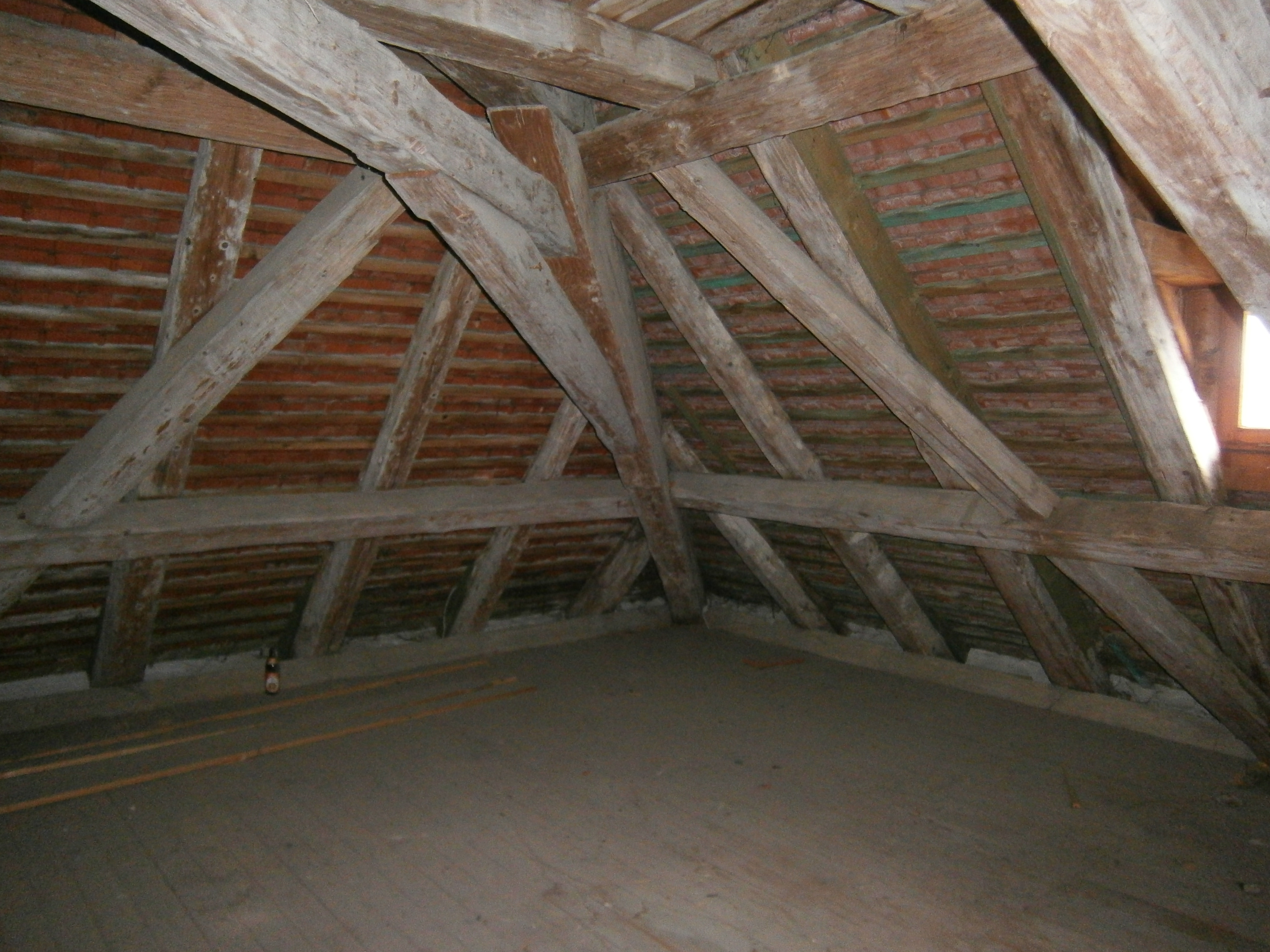
Inneres eines historischen Walmdachs von einer Gratecke mit Gratsparren und Gratschifter (Allodium Cronheim, 1749)